# Kirchberg in Tirol
Kirchberg in Tirol je rakouská obec ve spolkové zemi Tyrolsko, v okrese Kitzbühel. Žije zde přibližně 5 200 obyvatel.

## Geografie
Obec leží v nadmořské výšce 837 m na styku údolí Spertental a Brixental, nedaleko Kitzbühelu a Brixenu im Thale. Údolím Spertental protéká Aschauer Ache, levý přítok Kitzbüheler Ache.
Rozloha obce je 97,8 km². Z toho 15,8 % tvoří zemědělská půda, 37,2 % lesy a 40 % vysokohorské pastviny. Z celkové plochy je 22,4 % osídleno.

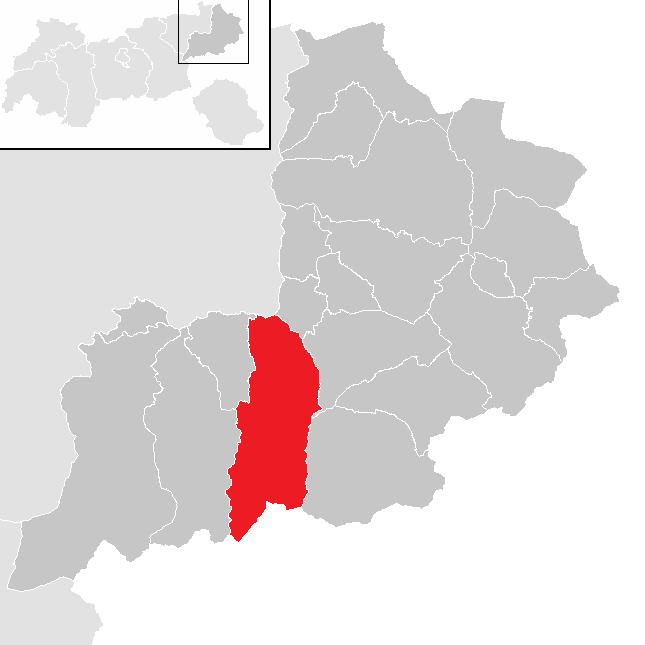
Poloha obce na mapě okresu Kitzbühel

### Části obce
Kromě hlavní obce tvoří obec další vesnice, samoty a vysoký podíl rozptýleného osídlení na svazích.
Části obce jsou: Aschau, Bockern, Brandseite, Gründau, Issbühel, Katzendorf, Klausen, Kleinseite, Krinberg, Reiserer, Sonnberg, Spertendorf, Usterberg, Wötzing a Zeinlach.

### Sousední obce
Dvě z osmi sousedních obcí se nacházejí v salcburském okrese Zell am See a jedna v okrese Kufstein.
| Brixen im Thale             | Ellmau                | Reith bei Kitzbühel |
| Westendorf                  |                       | Kitzbühel           |
| Neukirchen am Großvenediger | Bramberg am Wildkogel | Jochberg            |

## Historie
Nejstarší stopy osídlení Kirchbergu pocházejí z pravěku, konkrétně z mladší doby bronzové (1100–900 př. n. l.), jak dokládá nález urnového pohřebiště. Kolem poloviny 6. století začali zemi ovládat Bavoři.
V roce 902 převedl královský úředník Rodolt "Prihsnatala" území na Řezenské knížecí biskupství, které nechalo Brixental spravovat biskupskými rychtáři. V roce 1241 je Sperten poprvé zmiňován jako Sperten unter dem Chirchberg (Sperten pod Chirchbergem). V roce 1333 je uváděna farnost ve Spertenu.
V roce 1377 zastavil biskup Konrád z Řezna Brixental s Kirchbergem biskupovi Fridrichu z Chiemsee. Ten jej v roce 1380 prodal salcburskému arcibiskupství za 18 000 uherských guldenů s výhradou zpětného odkupu a v roce 1385 za dalších 8 000 uherských guldenů navždy. Kirchberg byl důležitým hornickým městem, těžba pro nerentabilitu byla ukončena v roce 1780.
V roce 1816 se Brixental, a tedy i Kirchberg, stal součástí Tyrolska. 
V roce 1952 dostala obec název Kirchberg in Tirol.

## Znak
Blason: V modrém štítu na černém trojvrší jednověžový bílý kostel s černou střechou.
Mluvící znak, udělený v roce 1968, symbolizuje název obce s kostelem na hoře.

## Osobnosti obce
Rodáci
- Josef Spindelböck (* 1964) – katolický teolog
- Katharina Gutensohn (* 1966) – alpská lyžařka
- Elisabeth Osl (* 1985) – závodnice na horských kolech
- Jessica Depauli (* 1991) – alpská lyžařka